# آتیکا (آیوا)
آتیکا (به انگلیسی: Attica) یک منطقهٔ مسکونی در ایالات متحده آمریکا است که در شهرستان ماریون، آیووا واقع شده‌است.